# خلیج تالین

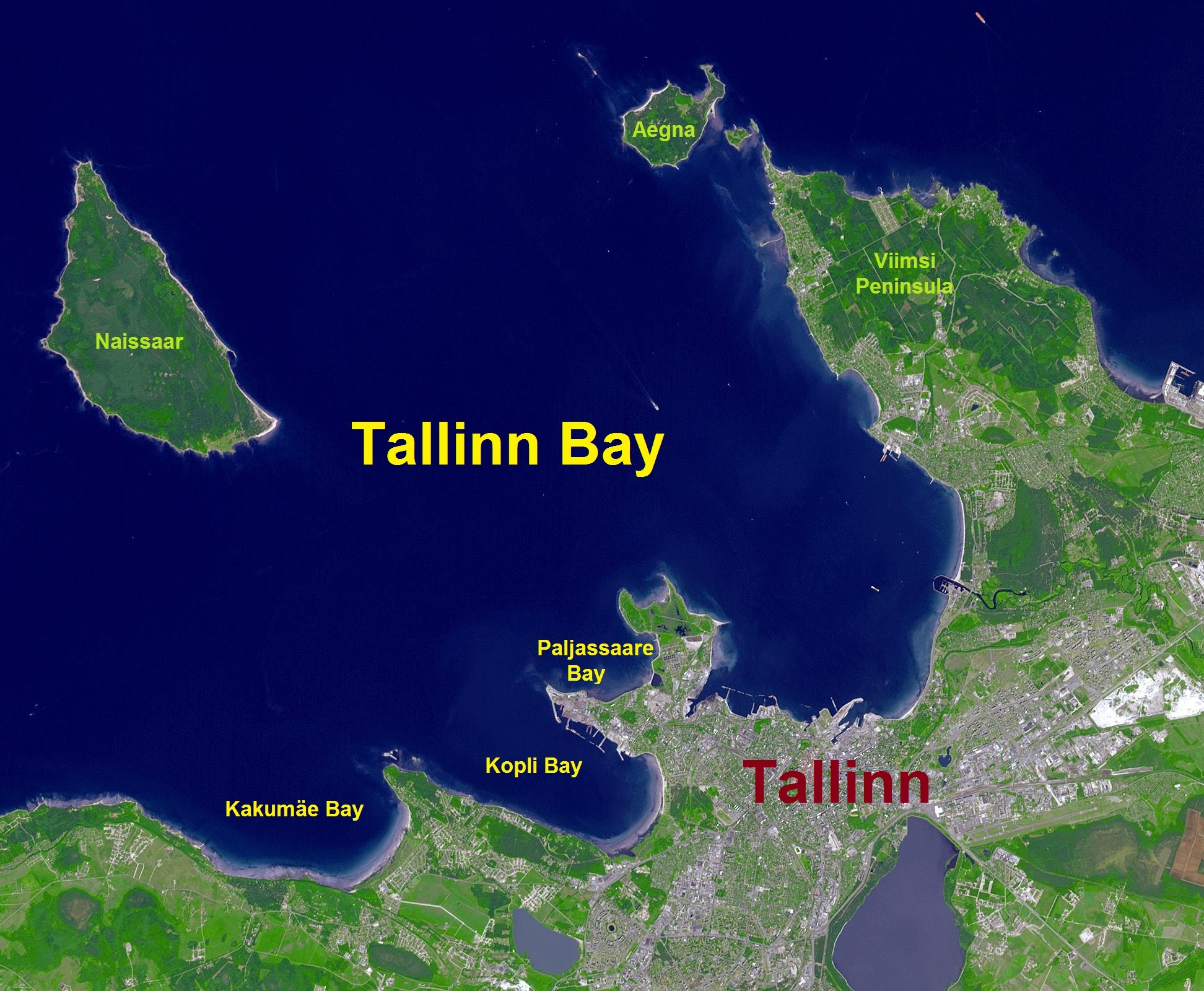
خلیج تالین.

خلیج تالین (استونیایی: Tallinna laht) خلیجی در شمال استونی و شهر تالین و جنوب خلیج فنلاند است.
حداکثر عمق این خلیج ۱۰۰ متر می‌باشد که از کم عمق‌ترین خلیج‌های استونی محسوب میشود.

## نگارخانه

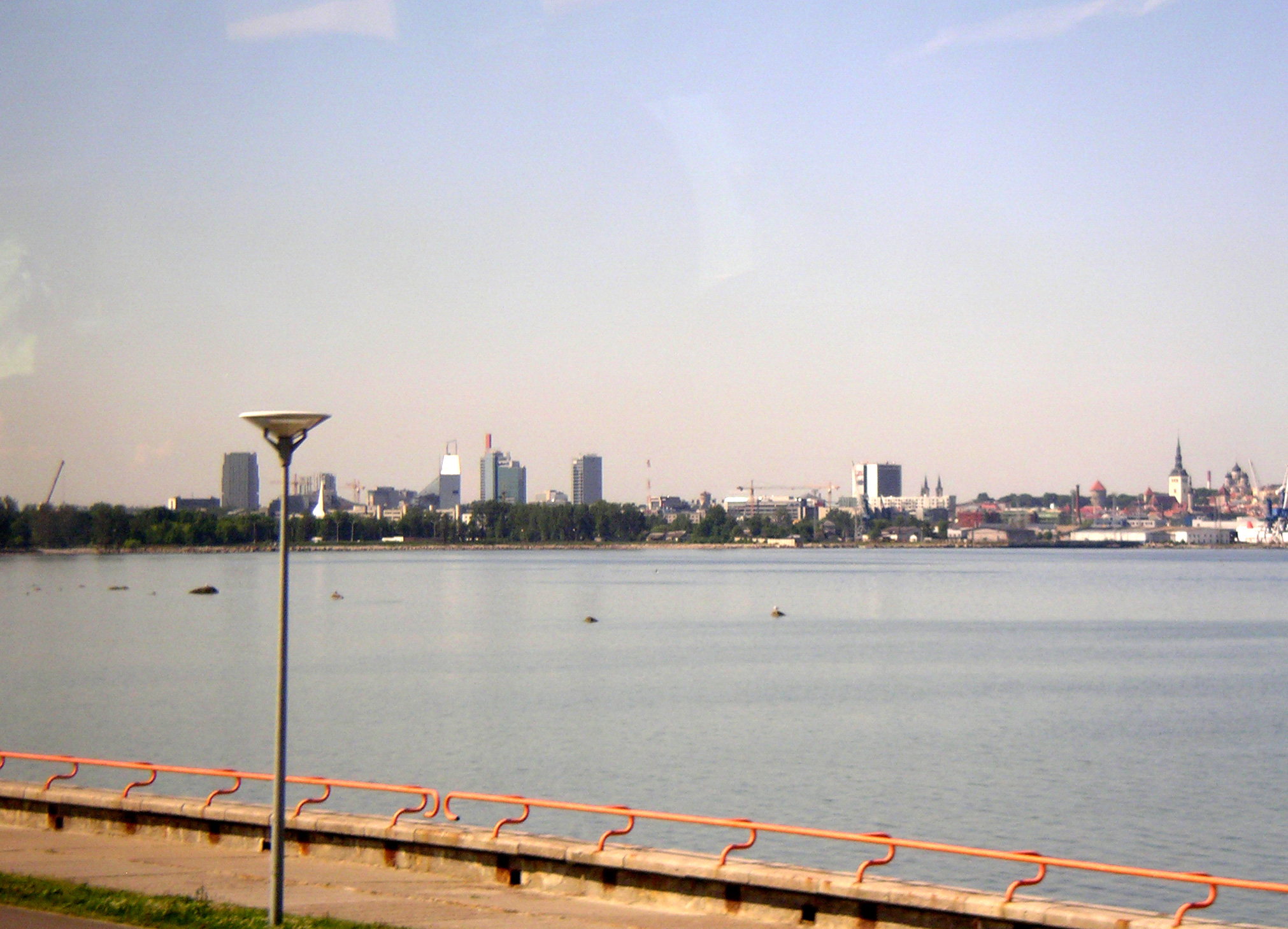
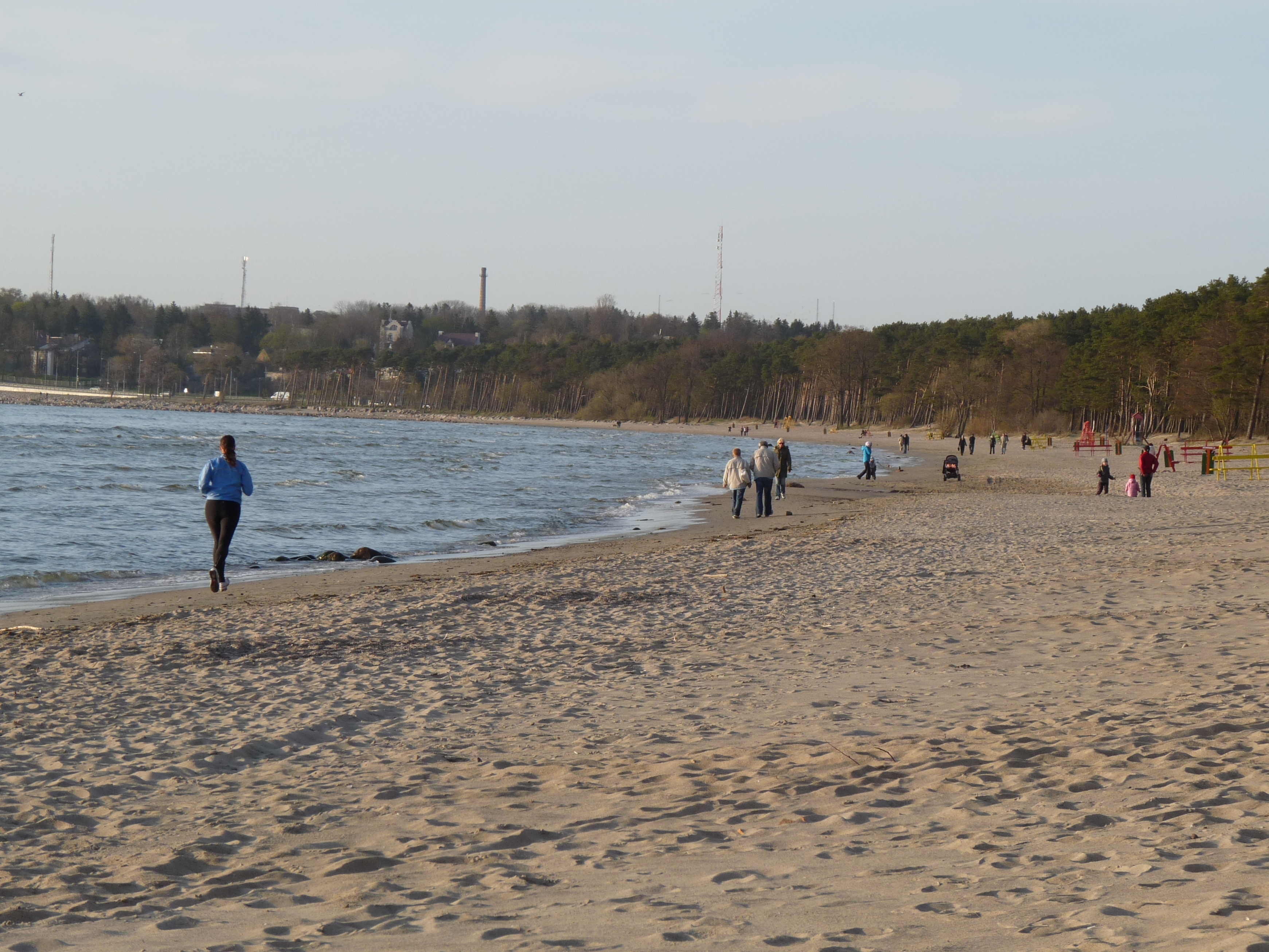
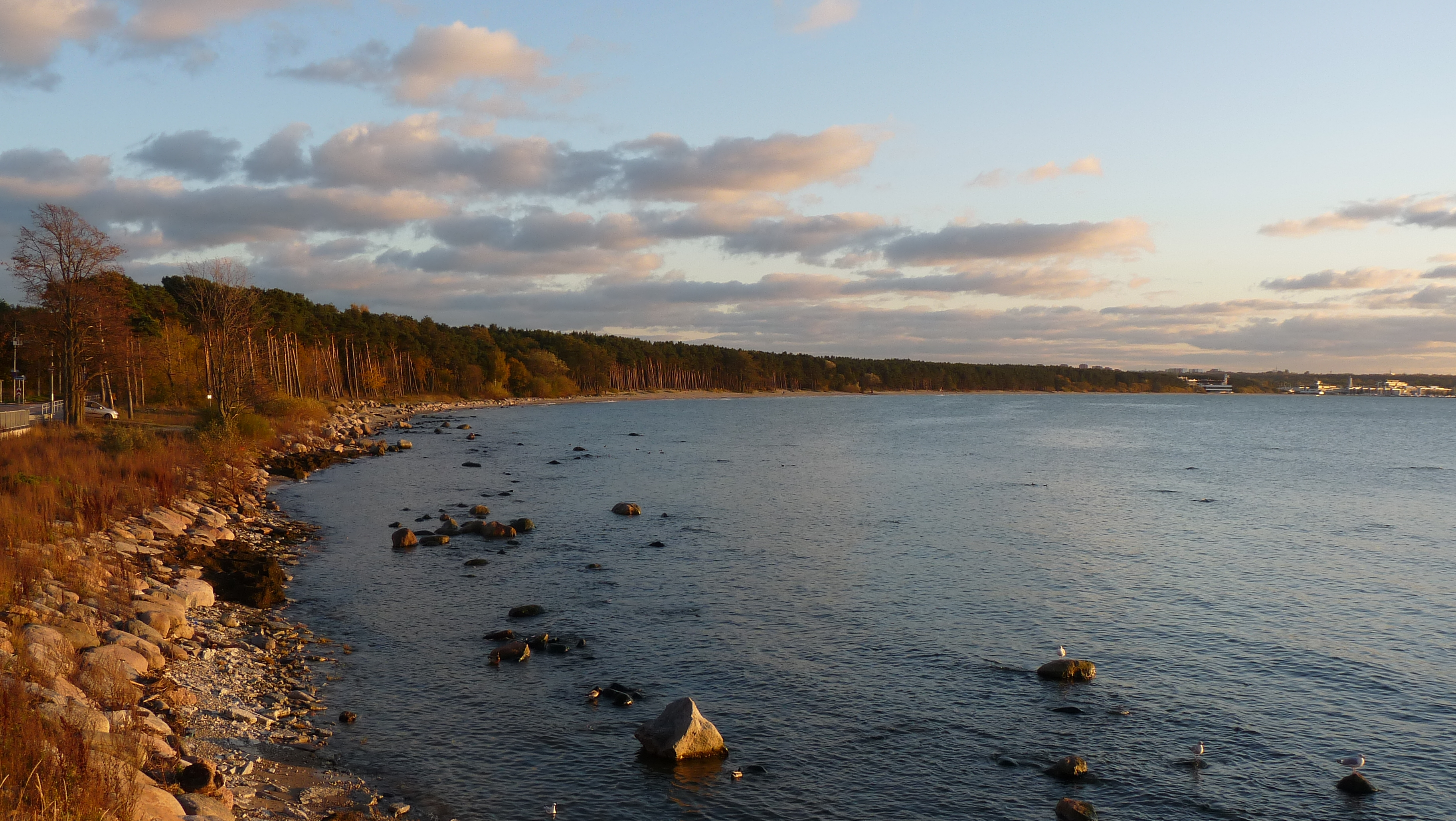
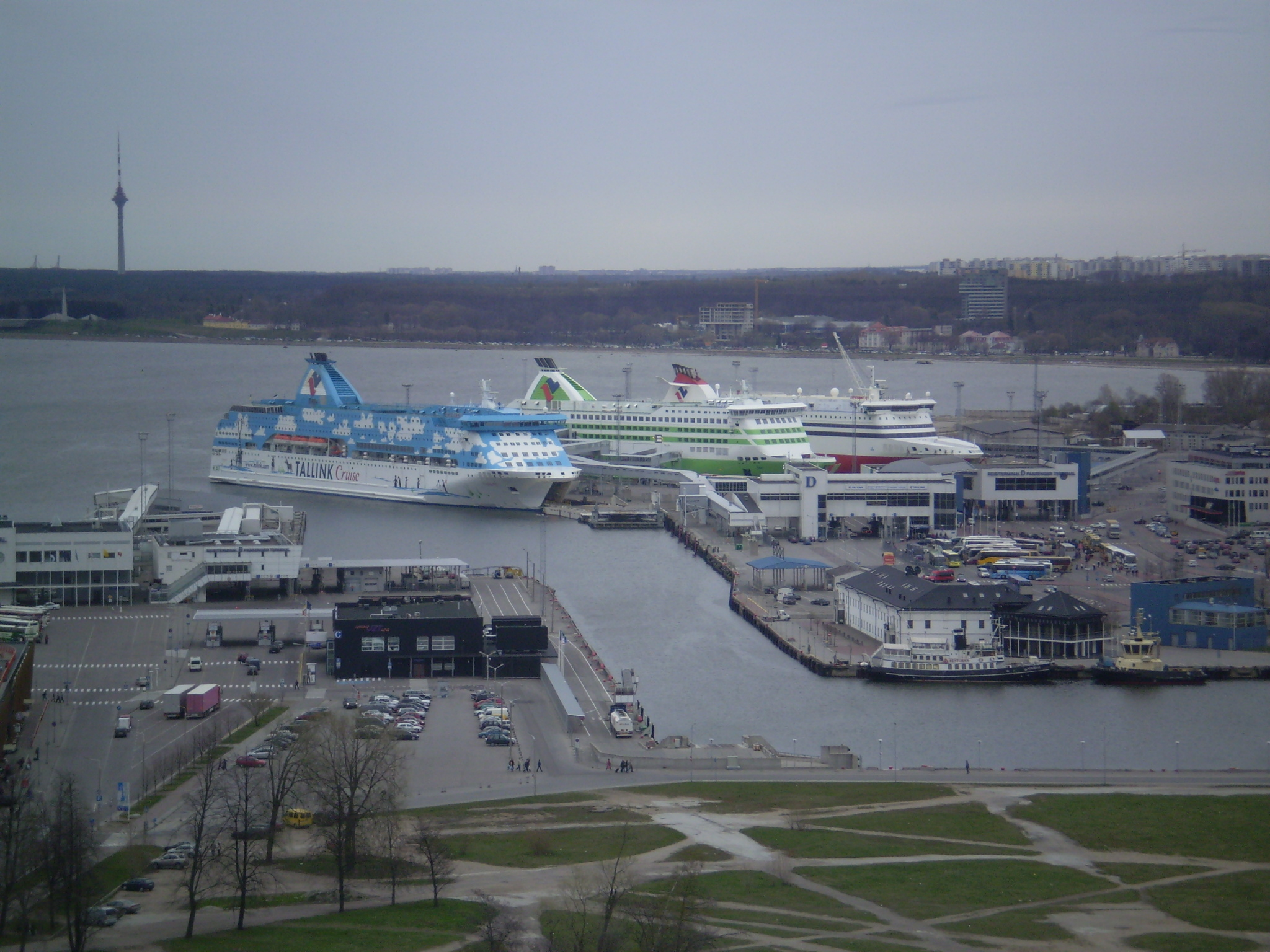
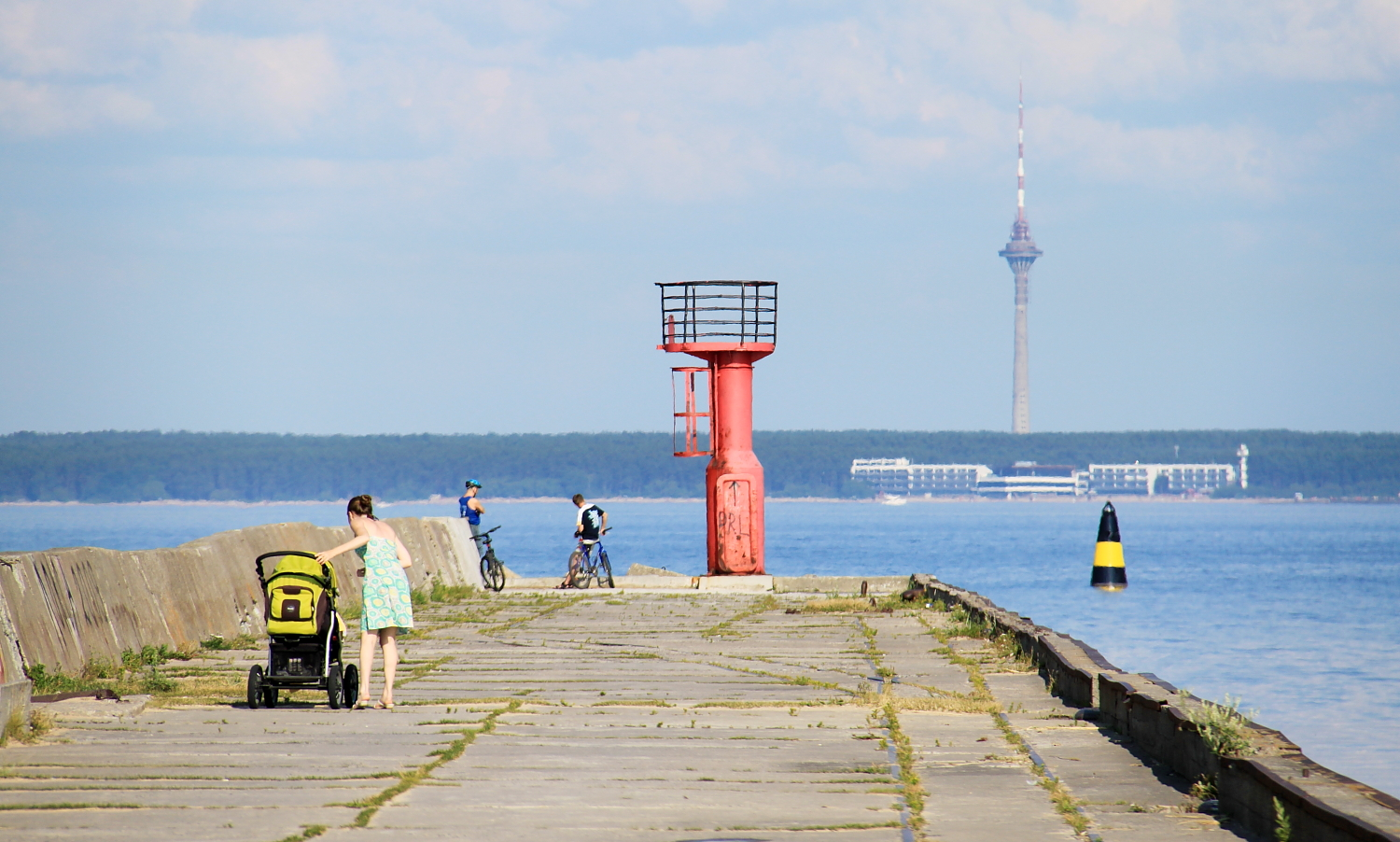
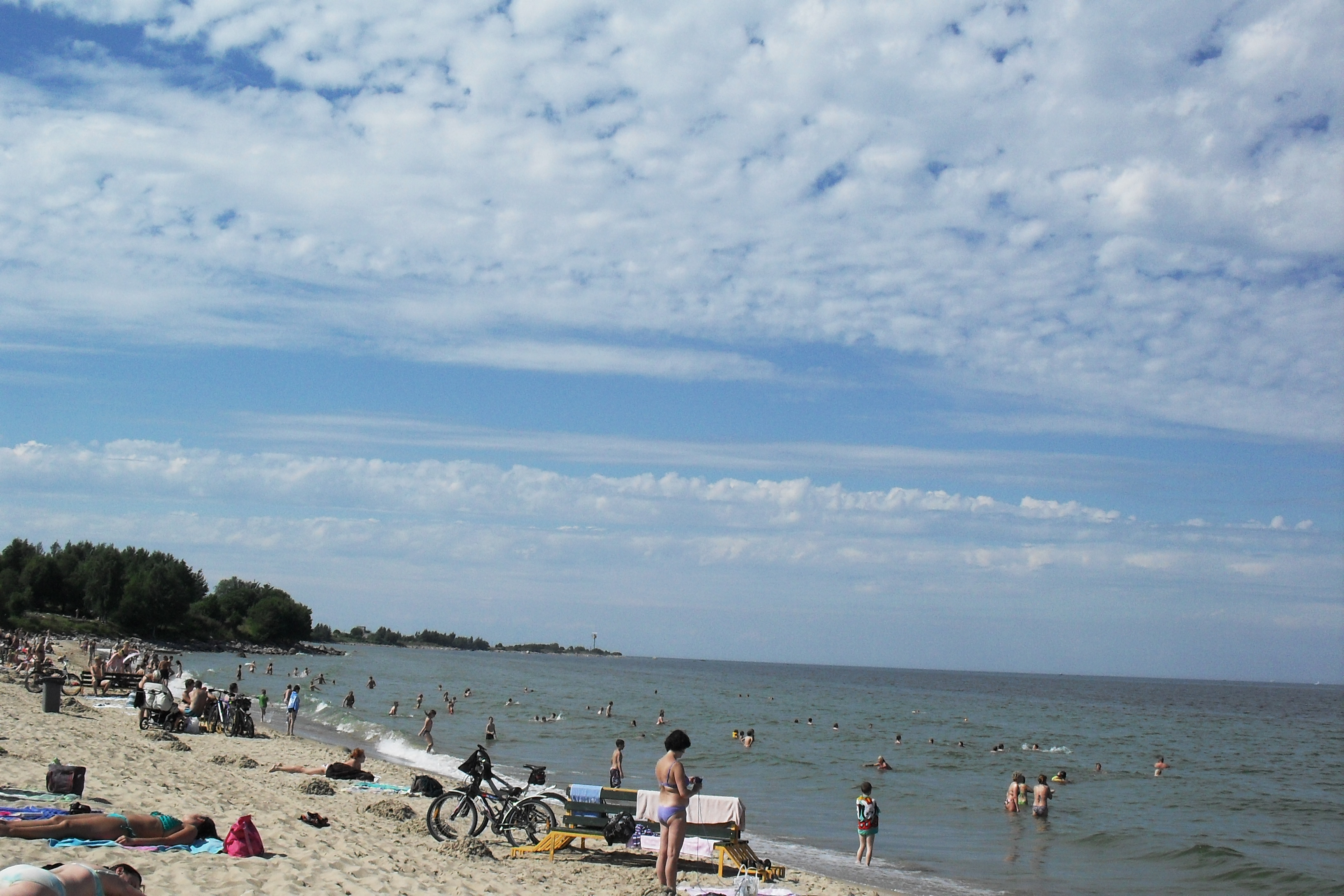
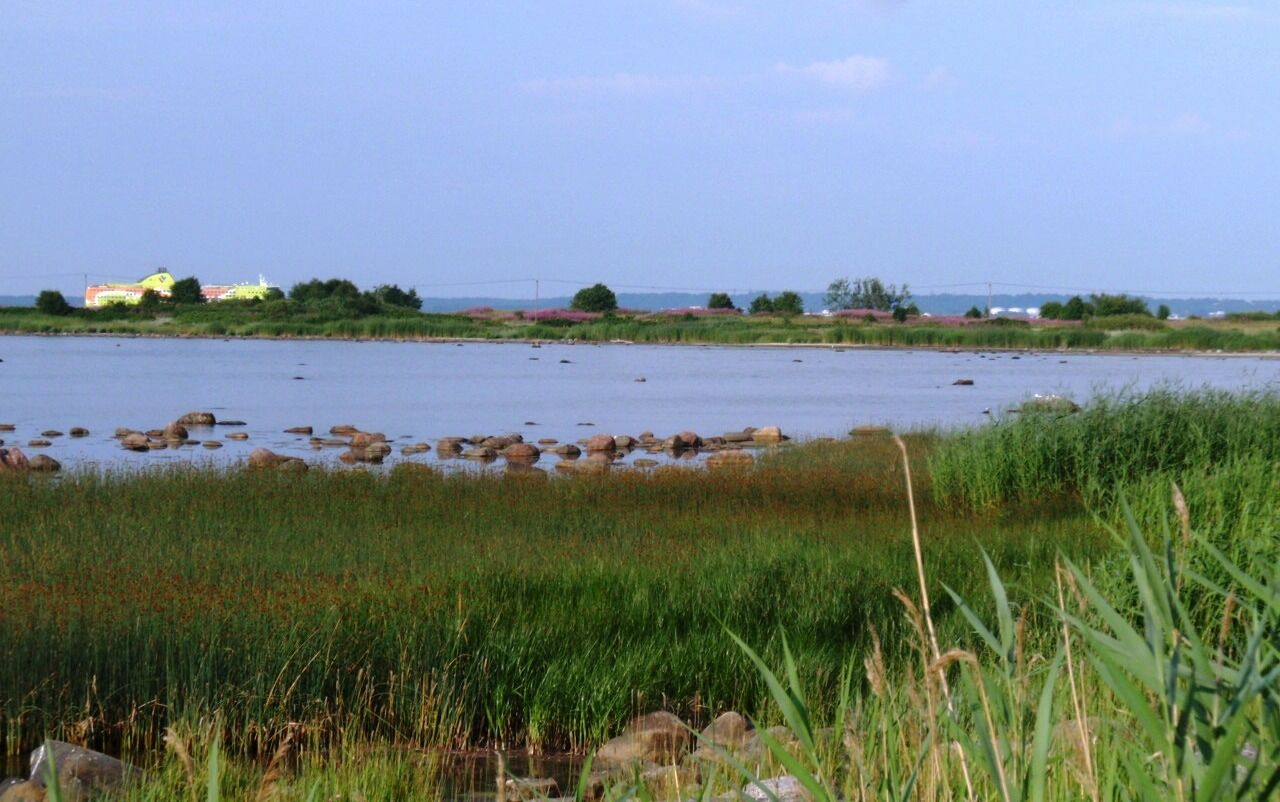
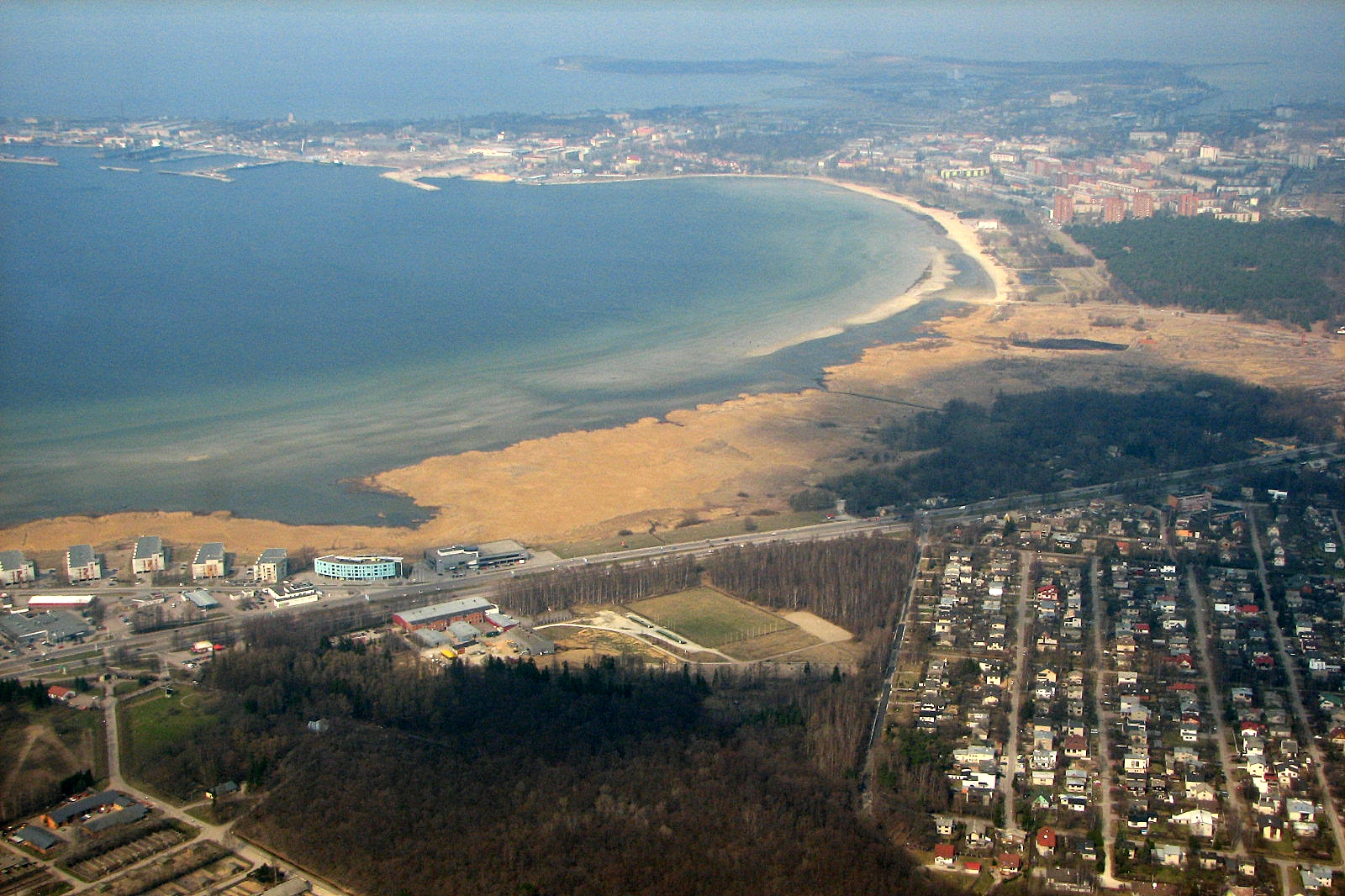
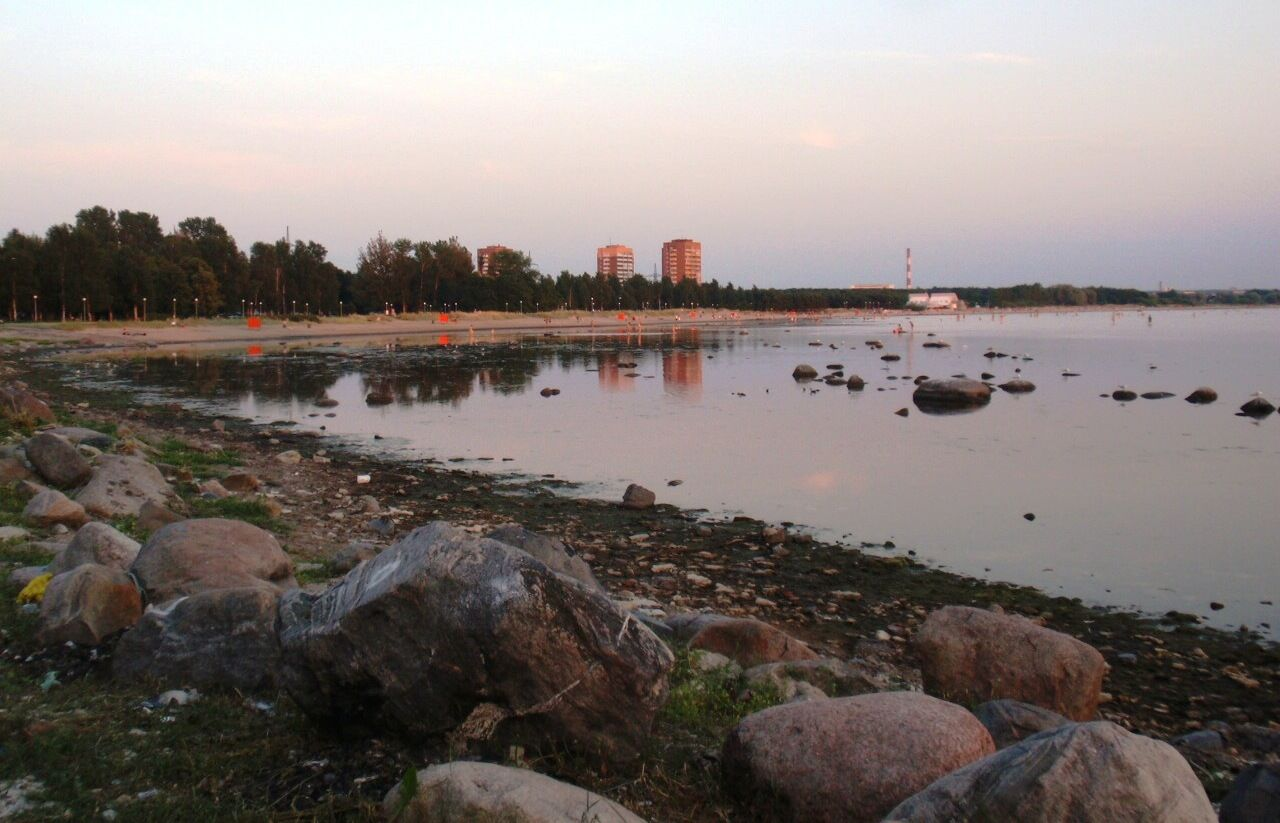
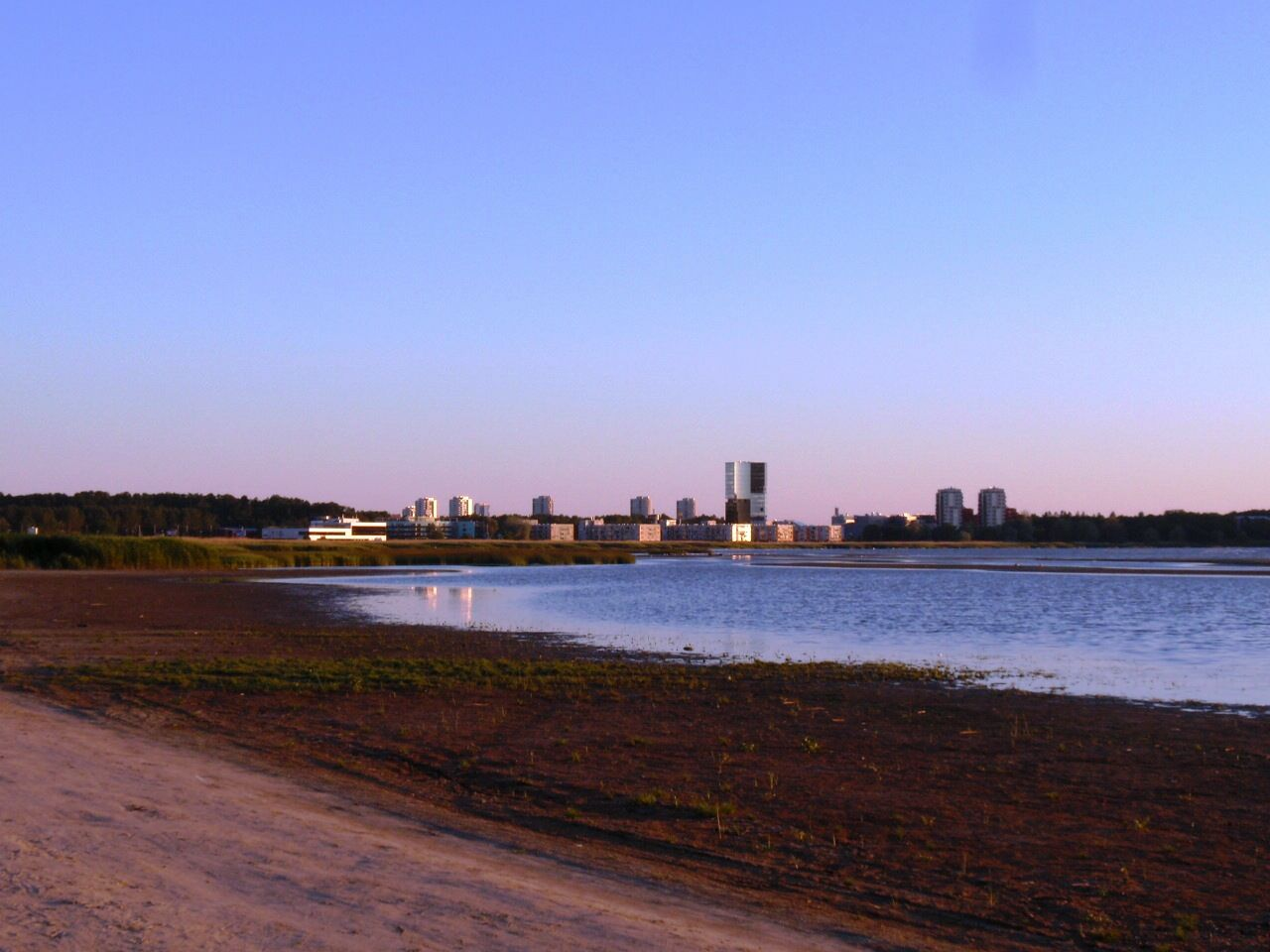
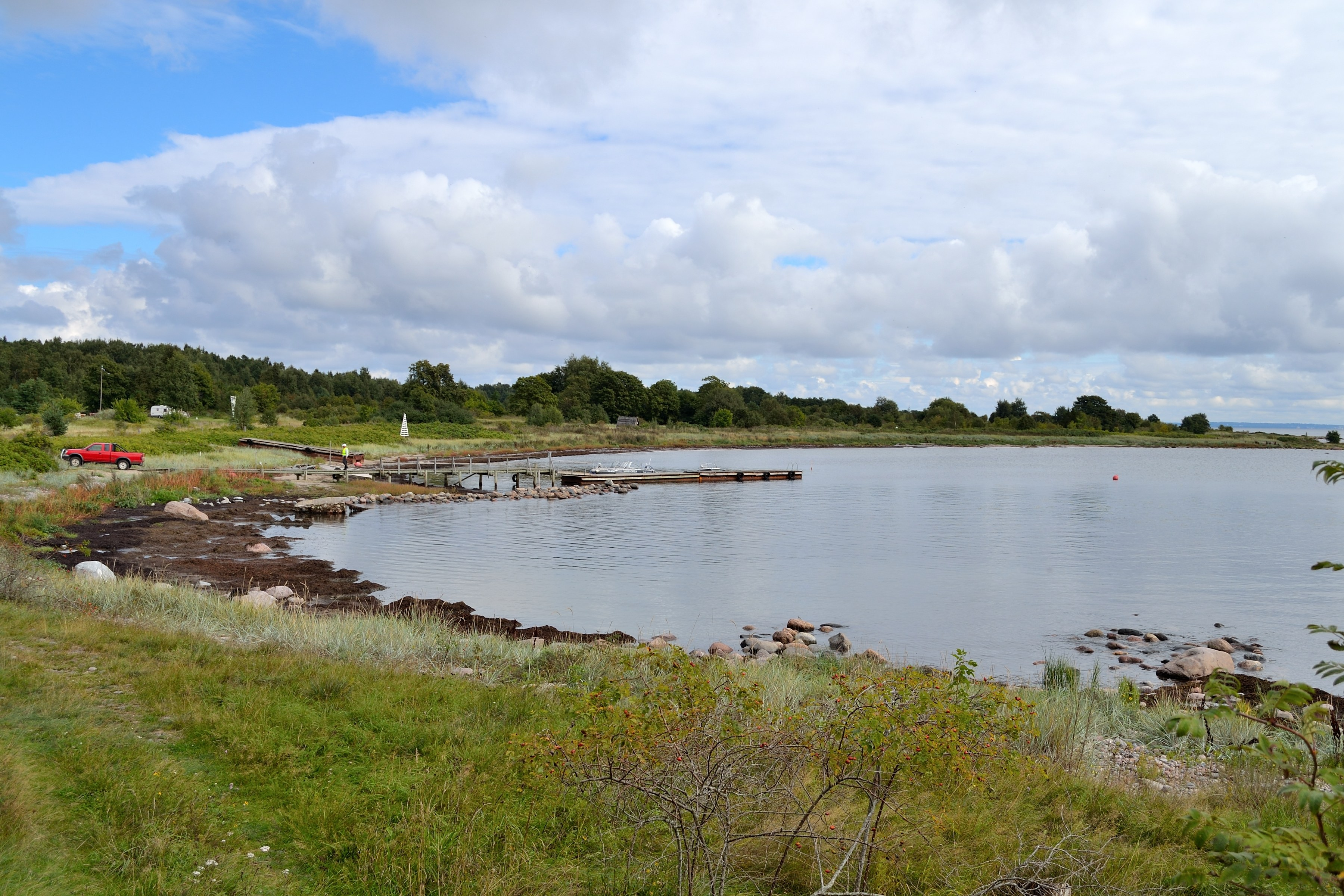
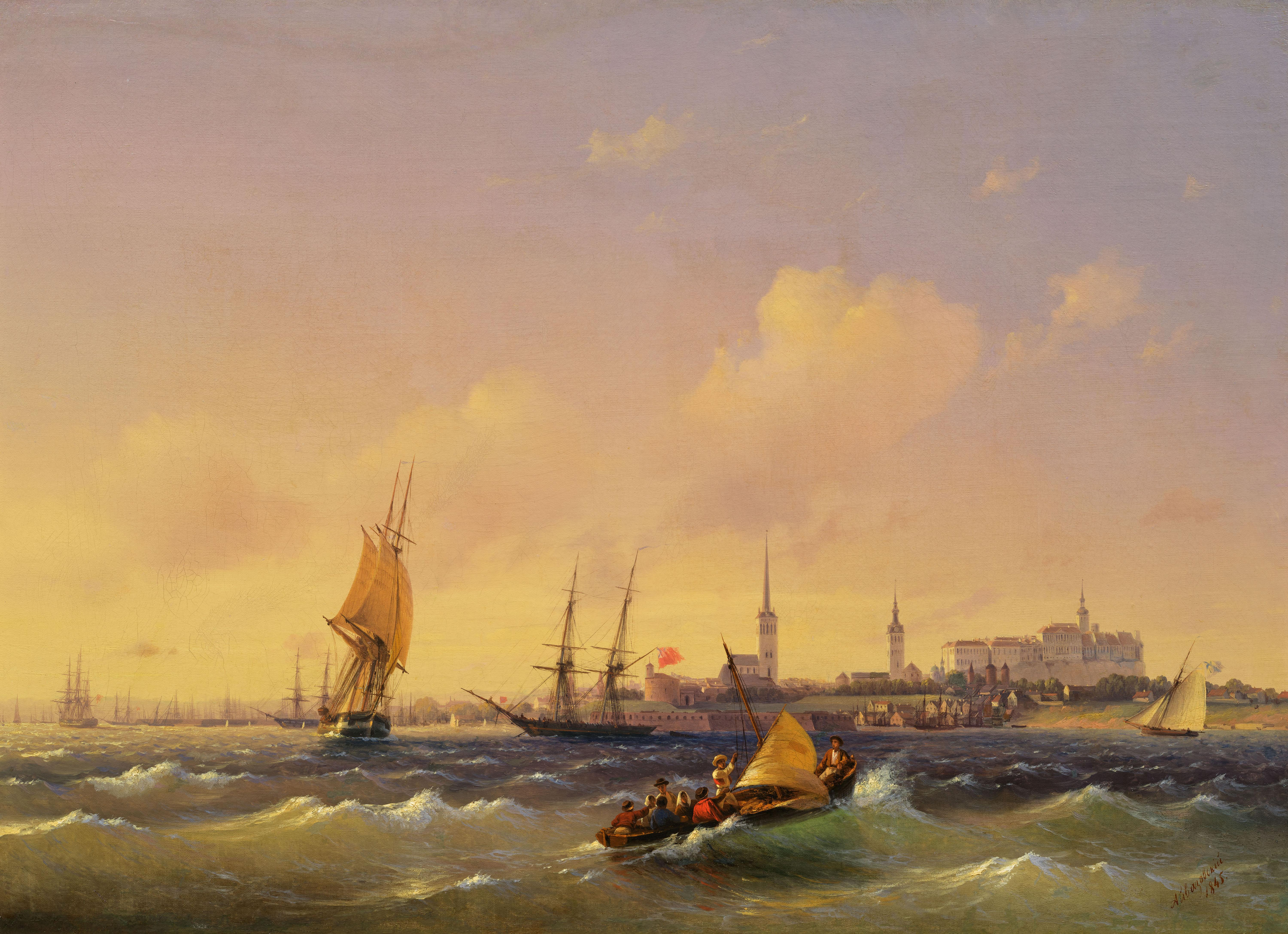